# Kugaaruk
Kugaaruk (vormals Pelly Bay, von den Inuit traditionell auch Arviligjuak genannt, „Platz mit vielen Grönlandwalen“), Territorium Nunavut, ist eine auf dem kanadischen Festland an der Mündung des Kuggarjuk River in die Pelly Bay gelegene Siedlung mit etwa 660 Einwohnern (davon 94 % Inuit).
Der nachweislich erste Kontakt zwischen den in dieser Region lebenden Inuit und Europäern ergab sich 1829, als John Ross während seiner Expedition zur Nordwestpassage hier überwinterte. Dagegen hinderten die hier im 19. Jahrhundert herrschenden extremen Eisverhältnisse sowohl Walfänger als auch die Hudson’s Bay Company, in der Region tätig zu werden. 
Relativ spät, erst 1935, kam als erster Missionar der römisch-katholische Pater Pierre Henry vom Orden der Oblaten hierher und baute zunächst eine kleine, bewohnbare Kapelle aus Stein, die sich aber bei den harschen arktischen Klimaverhältnissen rasch als ungeeignet zum Wohnen erwies. Die Missionsstation, die nun in Pelly Bay entstand, wurde berühmt für ihre aus örtlich vorkommenden Steinen und mit Robbenöl vermischtem Lehmmörtel konstruierten sieben Bauwerke, von denen 2 noch erhalten sind, darunter die 1941 erbaute, mit hölzernem Interieur versehene Steinkirche von 40 Quadratmetern. Oblatenpatres, die 1937 eine katholische Missionsstation etablierten, waren danach bis zur Eröffnung der ersten staatlichen Schule im Jahr 1962 die einzigen hier lebenden Nicht-Inuit.
Die „Arviligjuarmiut“, wie sich die rund um die Pelly Bay damals noch halbnomadisch lebenden Inuit selbst bezeichnen, blieben bis zum Jahr 1955, in dem die Einrichtung der DEW Line (Distant Early Warning, Frühwarnsystem) begann, nahezu ohne Berührung mit der Außenwelt, und in der Folgezeit haben sich viele Charakteristika ursprünglicher Inuit-Kultur gut erhalten, die auch für Touristen interessant sind. An der Pelly Bay wurde auch der dokumentarisch bedeutende, vom kanadischen National Film Board vertriebene Film über die Netsilik-Eskimos gedreht, von dem häufig Ausschnitte auch in neueren deutschen Fernseh-Dokumentarfilmen gezeigt werden.
1968 gilt als Gründungsjahr für die Siedlung Pelly Bay. In jenem Jahr hatte die kanadische Regierung für die Arviligjuarmiut 32 im Süden vorgefertigte Holzhäuser aufstellen lassen. 1999 wurde Pelly Bay in Kugaaruk umbenannt (nach dem den Ort durchfließenden Kuggarjuk River).